# Герб Придністров'я
Державний герб Придністровської Молдавської Республіки — офіційна емблема Придністровської Молдавської Республіки, що зображується на грошових знаках, печатках, офіційних документах, вивісках державних установ і навчальних закладів цього державного утворення.

## Сучасний герб
Державний герб Придністровської Молдавської Республіки являє собою зображення схрещених серпа і молота, які символізують єдність робітників і селян, у променях сонця, що сходить над Дністром, обрамлених по колу гірляндою з колосся і качанів кукурудзи, фруктів, виноградних грон і лози, листя, перевитих червоною стрічкою з написами на перев'язі трьома мовами:
- на лівій стороні — «рос. Приднестровская Молдавская Республика»;
- на правій стороні — «укр. Придністровська Молдавська Республіка»;
- на середній частині — «рум. Република Молдовеняскэ Нистрянэ».

У верхній частині між сходяться кінцями гірлянди зображена п'ятипроменева червона зірка із золотистими гранями. Зображення серпа і молота, сонця і його променів золотистого кольору, колосся темно-помаранчеві, качани кукурудзи світло-помаранчеві, а її листя темно-жовті. Фрукти помаранчевого кольору з рожевим відливом, середня гроно винограду синього, а бічні — бурштинового кольору. Стилізована стрічка Дністра блакитного кольору з білою хвилястою лінією в середині по всій довжині. Малює контур елементів — коричневий.
Зображення Державного герба Придністровської Молдавської Республіки міститься:
- на резиденції Президента Придністровської Молдавської Республіки, будівлях в яких розміщуються Верховна Рада Придністровської Молдавської Республіки, Уряд Придністровської Молдавської Республіки, міністерства і відомства Придністровської Молдавської Республіки, Конституційний, Верховний і Арбітражний суди Придністровської Молдавської Республіки, інші суди Придністровської Молдавської Республіки, Прокуратура Придністровської Молдавської Республіки, інші органи державної влади та управління, місцеві Ради народних депутатів та державні адміністрації, а також на будівлях дипломатичних представництв та консульських установ Придністровської Молдавської Республіки;
- у залах, де проводяться сесії Верховної Ради Придністровської Молдавської Республіки, засідання палат Верховної Ради Придністровської Молдавської Республіки, Уряду Придністровської Молдавської Республіки, в робочому кабінеті Президента Придністровської Молдавської Республіки, в залах, де проводяться сесії місцевих Рад народних депутатів, у робочому кабінеті голови державної адміністрації, в залах судових засідань Конституційного, Верховного та Арбітражного судів, інших судів Придністровської Молдавської Республіки, прокуратури Придністровської Молдавської Республіки, а також у приміщеннях урочистої реєстрації народжень і шлюбів;
- на печатках і бланках документів Верховної Ради Придністровської Молдавської Республіки і його палат, Президента Придністровської Молдавської Республіки, Уряду Придністровської Молдавської Республіки, міністерств і відомств, Конституційного, Верховного та Арбітражного судів Придністровської Молдавської Республіки, інших судів Придністровської Молдавської Республіки, Прокуратури Придністровської Молдавської Республіки, інших органів державної влади і управління, місцевих Рад народних депутатів, державних адміністрацій, державних нотаріальних контор;
- на офіційних виданнях Верховної Ради, Президента та Уряду Придністровської Молдавської Республіки;
- на офіційних друкованих виданнях представницьких і виконавчих органів державної влади, місцевого самоврядування Придністровської Молдавської Республіки;
- на транспортних засобах правоохоронних органів Придністровської Молдавської Республіки;
- на покажчиках меж Придністровської Молдавської Республіки при в'їзді в Придністровську Молдавську Республіку;
- на грошових знаках Придністровської Молдавської Республіки;
- на квитках державних грошово-речових лотерей Придністровської Молдавської Республіки.

Герб Молдавської РСР

Законодавством Придністровської Молдавської Республіки можуть передбачатися й інші випадки обов'язкового відтворення Державного герба Придністровської Молдавської Республіки.
Зображення, що відтворюється Державного герба Придністровської Молдавської Республіки, незалежно від його розмірів, завжди повинно в точності відповідати кольоровому зображенню, що додається до цього Закону (Додатки № 3 та № 4). Допускається зображення Державного герба в одному кольорі. У дрібних зображеннях замість повного найменування Придністровської Молдавської Республіки дозволяється використання абревіатури «ПМР», «ПМР» і «РМН» відповідно розташуванню найменування українською, російською та молдовською мовами.

## Історія
Герб Придністровської Молдавської республіки майже повністю повторює герб Молдавської РСР (відмінності — стрічка блакитного кольору з білою хвилястою лінією, і написи).